# William Wilde

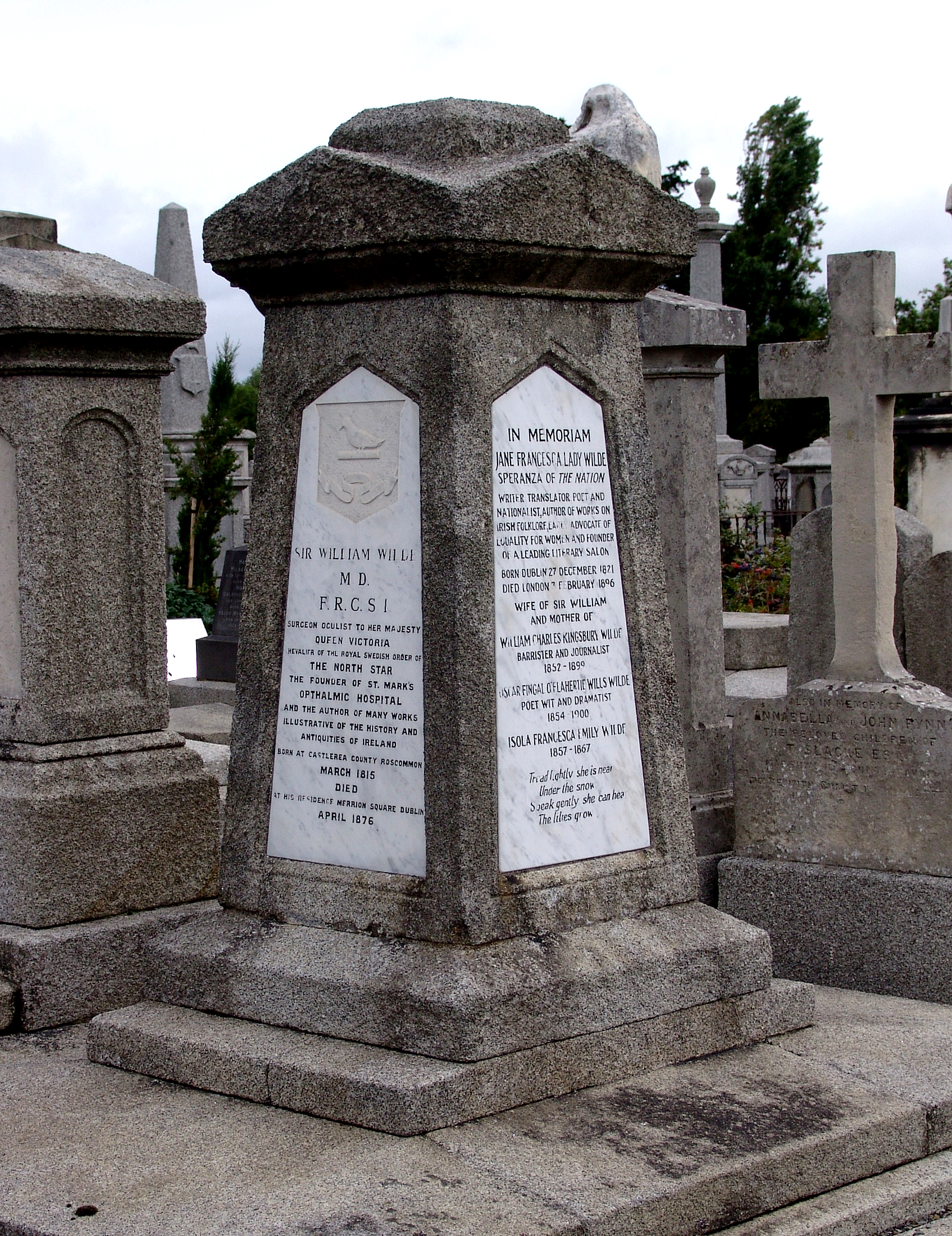
Mormântul lui Sir William Wilde şi al soţiei sale care se găseşte în Mount Jerome Cemetery, Dublin.

Sir William Robert Wills Wilde (n. martie 1815, County Roscommon, Connacht⁠(d), Irlanda – d. 19 aprilie 1876, Irlanda) a fost un oftalmolog irlandez, dar și un autor de diferite lucrări semnificative de medicină, arheologie și literatură populară irlandeză, pe diferite teme și subiecte referitoare la Irlanda. Este, de asemenea, cunoscut ca fiind tatăl lui Oscar Wilde.

## Publicații
- 1840 -- Descrirea unei călătorii la Madeira, Teneriffe și de-a lungul țărmurilor Mediteranei, în original The Narrative of a Voyage to Madeira, Teneriffe, and Along the Shores of the Mediterranean
- 1849 -- Frumusețile [locurilor] Boyne și Blackwater, în original The beauties of the Boyne and the Blackwater
- 1867 -- Lough Corrib, țărmurile și insulele sale, în original Lough Corrib, its Shores and Islands, prima ediție
- Ultimii ani ai lui Dean Swift, în original The closing years of the life of Dean Swift
- Epidemiile Irelandei, în original The Epidemics of Ireland